# Успенка (Бурлінський район)
Успе́нка (каз. Успенка) — село у складі Бурлінського району Західноказахстанської області Казахстану. Адміністративний центр Успенського сільського округу.
Населення — 412 осіб (2021; 442 у 2009, 770 у 1999, 1285 у 1989).

## Уродженці
- Черненко Микола Власович (1924—2006) — Герой Радянського Союзу.